# Kleptochthonius packardi
Espèce
Synonymes
- Blothrus packardi Hagen, 1879

Kleptochthonius packardi est une espèce de pseudoscorpions de la famille des Chthoniidae.

## Distribution
Cette espèce est endémique d'Indiana aux États-Unis. Elle se rencontre dans le comté de Crawford dans les grottes Wyandotte Cave et Route 66 Cave, dans le comté de Harrison dans les grottes Binkley Cave, Coon Cave, Maucks Cave et Twin Domes Cave et dans le comté d'Orange dans les grottes  Murray Spring Cave et Saltpeter Cave.

## Description
Le mâle décrit par Muchmore en 2000 mesure 1,90 mm et les femelles de 1,81 à 2,63 mm.

## Publication originale
- Hagen, 1879 : Hoehlen-Chelifer in Nord-America. Zoologischer Anzeiger, vol. 2, p. 399-400 (texte intégral).